# Gerhard Droesser
Gerhard Droesser (* 1948 in Augsburg) ist ein deutscher römisch-katholischer Theologe und Philosoph.

## Leben
Droesser studierte römisch-katholische Theologie und Philosophie. Er ist Hochschullehrer für Katholische Theologie an der Julius-Maximilians-Universität Würzburg am Lehrstuhl für Christliche Sozialwissenschaft.

## Werke (Auswahl)
- Konkrete Identität, Lang, Frankfurt am Main  2009
- Kreuzungen, Lang,  Frankfurt am Main 2005
- Ethisch moderieren,  Lang, Frankfurt am Main 2002
- Praxisreflexion,  Lang, Frankfurt am Main, 1993
- Konstruktion und Rekonstruktion, 1977